# Cantharis rustica
Cantharis rustica es una especie de escarabajo soldado del género Cantharis, orden Coleoptera. Fue descrita por Fallén en 1807.

## Descripción
Mide 9-12,5 mm de longitud. Élitros oscuros y brillantes con pelos. Pronoto varía de rojo a naranja con una banda en el centro.

## Distribución y hábitat
Se distribuye por Reino Unido, Irlanda del Norte, Francia, Alemania, Suecia, Suiza, Federación Rusa, Austria, Países Bajos, Noruega, Finlandia, Chequia, 
Ucrania, Polonia, Estonia, Dinamarca, Italia, España, Lituania, Hungría, Bulgaria, Grecia, Luxemburgo, Rumania, Eslovaquia, Serbia, Croacia, Eslovenia, Bielorrusia, Kosovo, Bélgica, Letonia, Bosnia y Herzegovina, Liechtenstein, Moldavia, Macedonia del Norte y Montenegro.
Esta especie de escarabajo tiene preferencia por las tierras cultivables, hábitats de pastizales de tierras bajas, pero también se encuentra en bosques y otros hábitats con pastos altos. Los adultos se pueden encontrar en la vegetación y en las flores desde mediados de mayo hasta finales de junio.